# Церква святого священномученика Йосафата (Слобідка-Мушкатівська)
Церква святого священномученика Йосафата в Слобідці-Мушкатівській — парафія і храм греко-католицької громади Борщівського деканату Бучацької єпархії Української греко-католицької церкви в селі Слобідка-Мушкатівська Чортківського району Тернопільської области.

## Історія церкви
Парафію УГКЦ було утворено в 1992 році. Спочатку віряни відвідували богослужіння у храмі села Мушкатівка, де служив отець Іван Сеньків. Навесні 1992 року громада вирішила збудувати власну церкву в центрі села, на місці колишньої школи.
Освячення наріжного каменя під забудову здійснив декан Борщівського деканату о. Іван Сеньків, який також щонеділі проводив тимчасові богослужіння в частково відреставрованому будинку школи. Народне будівництво розпочалося в серпні 1993 року. У серпні-листопаді 1996 року збудували дзвіницю. Улітку 1998 року завершилися всі будівельні роботи, і 14 листопада 1998 року владика Тернопільської єпархії Михаїл Сабрига освятив церкву.
У 2000—2001 роках був виготовлений і встановлений іконостас, який освятив владика Бучацької єпархії Іриней Білик. У храмі зберігаються мощі святого священномученика Йосафата.
Художній розпис церкви, що тривав майже рік, завершився у 2005 році. 27 листопада 2005 року владика Іриней Білик освятив розписаний храм. У травні 2007 року на території церкви встановили фігури Ісуса Христа і Матері Божої, а у липні-вересні 2007 року збудували каплицю Покрови Божої Матері, яку освятили 14 жовтня 2007 року.
При парафії діють недільна та катехитична школи, біблійний гурток, братства «Апостольство молитви» та «Матері Божої Неустанної Помочі», спільноти «Матері в молитві» і «Жива Вервиця», а також Вівтарна дружина.

## Парохи
- о. Анатолій Гаврилевський (1994),
- о. Ігор Рокочий,
- парох с. Вовківні (1994—1995),
- о. Анатолій Гаврилевський (з квітня 1995).